# Воля-Водинська
Воля-Водинська (пол. Wola Wodyńska) — село в Польщі, у гміні Водине Седлецького повіту Мазовецького воєводства.
Населення — 405 осіб (2011).
У 1975-1998 роках село належало до Седлецького воєводства.

## Демографія
Демографічна структура станом на 31 березня 2011 року:
|          | Загалом | Допрацездатний вік | Працездатний вік | Постпрацездатний вік |
| -------- | ------- | ------------------ | ---------------- | -------------------- |
| Чоловіки | 210     | 43                 | 138              | 29                   |
| Жінки    | 195     | 39                 | 107              | 49                   |
| Разом    | 405     | 82                 | 245              | 78                   |